# Nistrovo
Nistrovo (makedonsky: Нистрово, albánsky: Nistrovë) je vesnice v Severní Makedonii. Leží v opštině Mavrovo a Rostuša v Položském regionu. 
Podle sčítání lidu z roku 2002 žije ve vesnici 121 obyvatel a všichni jsou albánské národnosti. 